# Stanze di vita quotidiana
Stanze di vita quotidiana è il sesto album in studio di Francesco Guccini, pubblicato nel 1974.

## Descrizione
Le canzoni sono tutte scritte da Guccini tra il settembre 1972 (Canzone delle osterie di fuori porta) e l'agosto 1973 (Canzone delle situazioni differenti). Gli arrangiamenti invece sono di Ettore De Carolis e Vince Tempera. Nella copertina, Marva Jan Marrow è citata con il solo nome (Marva).
Intervistato dopo l'uscita di Stagioni (2000) su quale album non avrebbe rifatto, Guccini indicò proprio Stanze di vita quotidiana: «Lo incisi in situazioni psicologiche difficili. Avevo un produttore, Pier Farri, che mi sballottava da Roma a Milano senza il minimo motivo. Fu terribile». E poi aggiunge: «al tempo, Pier era fissato con l'esotismo, le marimbe. Ares Tavolazzi, il bassista, se ne andò quando Pier gli chiese di eseguire "un suono giallo"... cazzo voleva dire?». Lo stesso Guccini ha comunque spesso ripreso molte di queste canzoni nel corso dei tour.

## Accoglienza
Riccardo Bertoncelli scrisse all'epoca, commentando questo album: "Guccini se ne esce fuori con un disco all'anno, ma si vede che ormai non ha più niente da dire". A questa recensione Guccini rispose nel 1976 pubblicando la canzone L'avvelenata.

## Tracce
Testi e musiche di Francesco Guccini.
1. Canzone delle osterie di fuori porta – 7:08
2. Canzone della triste rinuncia – 7:20
3. Canzone della vita quotidiana – 6:07
4. Canzone per Piero – 6:22
5. Canzone delle ragazze che se ne vanno – 4:50
6. Canzone delle situazioni differenti – 9:03

Durata totale: 40:50

## Formazione
- Francesco Guccini – voce, chitarra
- Vince Tempera – pianoforte, marimba, eminent, harmonium, organo Hammond, vibrafono
- Peter Monegire – basso, oboe
- Ettore De Carolis – chitarra, violino
- Mandrake - percussioni, tumbadores, campane tubolari
- Massimo Luca – chitarra
- Deborah Kooperman – chitarra, banjo
- Tony Esposito – percussioni
- Kash Shari – percussioni, tabla
- Cosimo Fabiano – basso
- Ellade Bandini – batteria
- Toni Marcus – violino, percussioni
- Jon Hassell – tromba
- Marva Jan Marrow – scacciapensieri